# Il compleanno di Laila
Il compleanno di Laila (Eid milad Laila) è un film del 2008 diretto da Rashid Masharawi.

## Trama
Ramallah, Cisgiordania. Abu Laila è un giudice costretto a improvvisarsi taxista perché il governo non gli rinnova mai i documenti necessari al suo incarico. Ha promesso alla figlia Laila di sette anni che le avrebbe portato a casa per cena una torta di compleanno, ma in un paese occupato e popolato da oppressi e oppressori le promesse da mantenere si trasformano talvolta in missioni pericolose.

## Riconoscimenti
- 2008: MedFilm Festival – Miglior film
- 2008: Giornate cinematografiche di Cartagine – Tanit d'argento al miglior film e miglior attore per Mohammad Bakri[2]
- 2009: Asia Pacific Screen Awards – Candidatura al miglior attore per Mohammad Bakri
- 2009: Cairo International Film Festival – Miglior scenografia[2]
- 2009: Fajr International Film Festival – Miglior film
- 2009: Festival internazionale dei cinema di Singapore – Miglior film asiatico
- 2009: Festival international du film d'amour de Mons – Miglior film e premio della giuria CICAE[2]
- 2009: St. Louis International Film Festival – Miglior film